# Антраж
Антра́ж (фр. Entrages, окс. Entratges) — коммуна во Франции, находится в регионе Прованс — Альпы — Лазурный Берег. Департамент коммуны — Альпы Верхнего Прованса. Входит в состав кантона Восточный Динь-ле-Бен. Округ коммуны — Динь-ле-Бен.
Код INSEE коммуны — 04074.

## Население
Население коммуны на 2008 год составляло 114 человек.
| 1962 | 1968 | 1975 | 1982 | 1990 | 1999 | 2008 |
| ---- | ---- | ---- | ---- | ---- | ---- | ---- |
| 71   | 75   | 68   | 65   | 92   | 85   | 114  |

## Экономика
В 2007 году среди 75 человек в трудоспособном возрасте (15—64 лет) 65 были экономически активными, 10 — неактивными (показатель активности — 86,7 %, в 1999 году было 72,9 %). Из 65 активных работали 61 человек (35 мужчин и 26 женщин), безработными были 4 мужчин. Среди 10 неактивных 3 человека были учениками или студентами, 3 — пенсионерами, 4 были неактивными по другим причинам.

## Достопримечательности
- Приходская церковь Сен-Пон (1619 год, полностью восстановлена в 1850 году)
- Руины часовни Нотр-Дам-дю-Барри
- Часовня Сен-Жозеф-де-Шабриер (XVII век)
- Часовня Сен-Пьер